# Ermippo (comico)
Ermippo (in greco antico: Ἕρμιππος?, Hérmippos; Atene, intorno al 460 a.C. – dopo il 430 a.C.) è stato un commediografo ateniese.

## Biografia
Contemporaneo di Aristofane, secondo la Suda fu fratello del comico Mirtilo e preso in giro perché guercio (ἑτερόφθαλμος). Dalle iscrizioni, risulta più volte vittorioso agli agoni comici: nel 437/436 a.C. vinse per la prima volta alle Grandi Dionisie, nel 430 a.C. alle Lenee. 
Ostile a Pericle, Ermippo, stando alla testimonianza di Plutarco, intentò un processo ad Aspasia accusandola di empietà. 

## Commedie
Di Ermippo resta la menzione di 40 commedie prodotte e i titoli (nonché 94 frammenti) di 10 di esseː Athenas Gonai ("Nascita di Atena"); Artopolides ("Le panettiere"); Demotai ("Cittadini"); Europa; Theoi ("Gli dei"); Kerkopes; Moirai; Stratiotai ("Soldati"); Phormophoroi ("Facchini").
I frammenti pervenuti, comunque, evidenziano in Ermippo un tipico esponente della archaia più matura, con notevole polimetria ed una costante aggressione politica dell'autore: di tema politico furono verosimilmente le Fornaie, le Parche, I soldati, I cittadini, I facchini. Altre commedie furono parodie di miti, come l'Europa, I Cercopi, Gli dèi, La nascita di Atena.